# Sava Savanović
Sava Savanović (serb. Сава Савановић) – wampir, fikcyjna postać w literaturze serbskiej. Najbardziej znany wampir w folklorze bałkańskim.
Rozsławiona została w powieści Milovana Glišicia, inspirowanej folklorem. W serbskim horrorze "Leptirica" (= motyl r. żeńskiego) postać Savy Savanović jest motywem przewodnim.